# Autor
Autorul (lat. „auctor” „creator, inițiator, editor”) unei opere, organizatorul unei acțiuni. În literatură autorul este numit frecvent scriitor, care poate fi poet autorul unei opere lirice, libretist cel care compune versuri pentru opere muzicale. Autorul unei opere muzicale, opere de artă, unui proiect de legi, unei reforme etc.